# إرنست كالتينبرونر
ارنست كالتينبرونر (بالألمانية: Ernst Kaltenbrunner)‏ مسؤول واحد القادة النازيين ونمساوي المولد (16 أكتوبر 1946 4 أكتوبر 1903)، كان رئيسا الانتربول، وضابطا في افن اس اس، وحمل أعلى رتبة في الوحدة الوقائية. اعتقل وحوكم في محاكمات نورمبرغ. وقد وجد أنه مذنب بارتكاب جرائم حرب وجرائم ضد الإنسانية واعدم.

## روابط خارجية
- إرنست كالتينبرونر على موقع IMDb (الإنجليزية)
- إرنست كالتينبرونر على موقع الموسوعة البريطانية (الإنجليزية)
- إرنست كالتينبرونر على موقع مونزينجر (الألمانية)
- إرنست كالتينبرونر على موقع إن إن دي بي (الإنجليزية)